# Сорокуш рудоголовий
Сороку́ш рудоголовий (Thamnophilus ruficapillus) — вид горобцеподібних птахів родини сорокушових (Thamnophilidae). Мешкає в Південній Америці.

## Опис

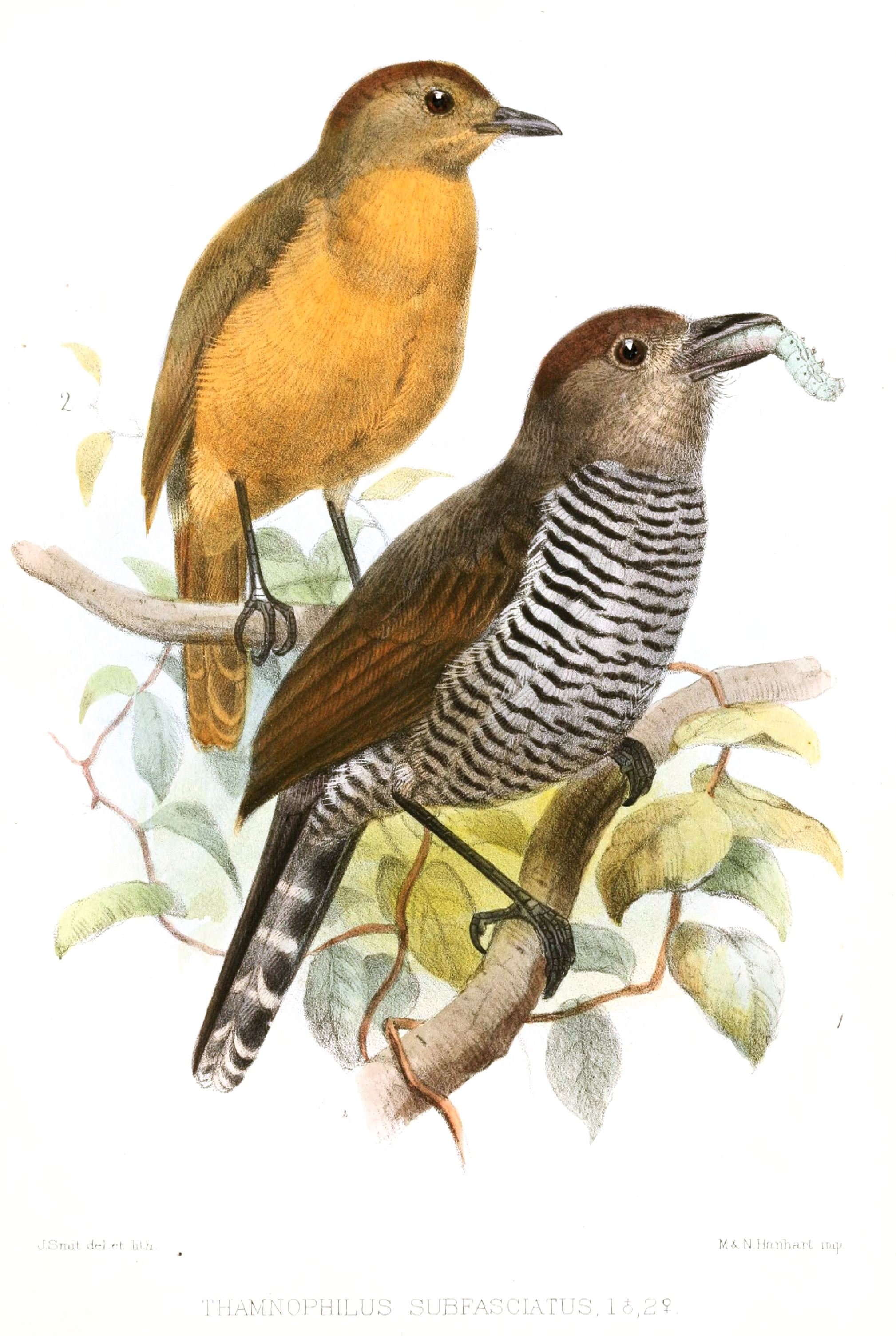
Пара рудоголових сорокушів підвиду T. r. subfasciatus

Довжина птаха становить 15-17 см, вага 16-25 г. Самець сірий або сіро-коричневий, крила рудувато-коричневі, на грудях чорно-білі смуги, тім'я рудувато-коричневе. Нижня частина тіла самиці охряного забарвлення. Райдужки червонуваті, дзьоб темно-сірий.

## Підвиди
Виділяють п'ять підвидів:
- T. r. jaczewskii Domaniewski, 1925 — північне Перу;
- T. r. marcapatae Hellmayr, 1912 — південно-східне Перу;
- T. r. subfasciatus Sclater, PL & Salvin, 1876 — західна Болівія;
- T. r. cochabambae (Chapman, 1921) — центральна, північна Болівія, північно-західна Аргентина;
- T. r. ruficapillus Vieillot, 1816 — Парагвай, південно-східна Бразилія, Уругвай, північно-східна Аргентина.

Деякі дослідники виділяють перуанські і північноболівійські популяції в окремий вид Thamnophilus subfasciatus.

## Поширення і екологія
Сірі сорокуші широко поширені на сході континенту, від бразильських штатів Еспіриту-Санту і Мінас-Жерайс, через східний Парагвай, Уругвай до Буенос-Айреса в північно-східній Аргентині. Ізольовані популяції мешкають на півночі Перу, в Болівії та Аргентині. Живуть в гірських тропічних і субтропічних лісах і чагарникових заростях на висоті до 2400 м над рівнем моря.